# Anelli (Teigware)

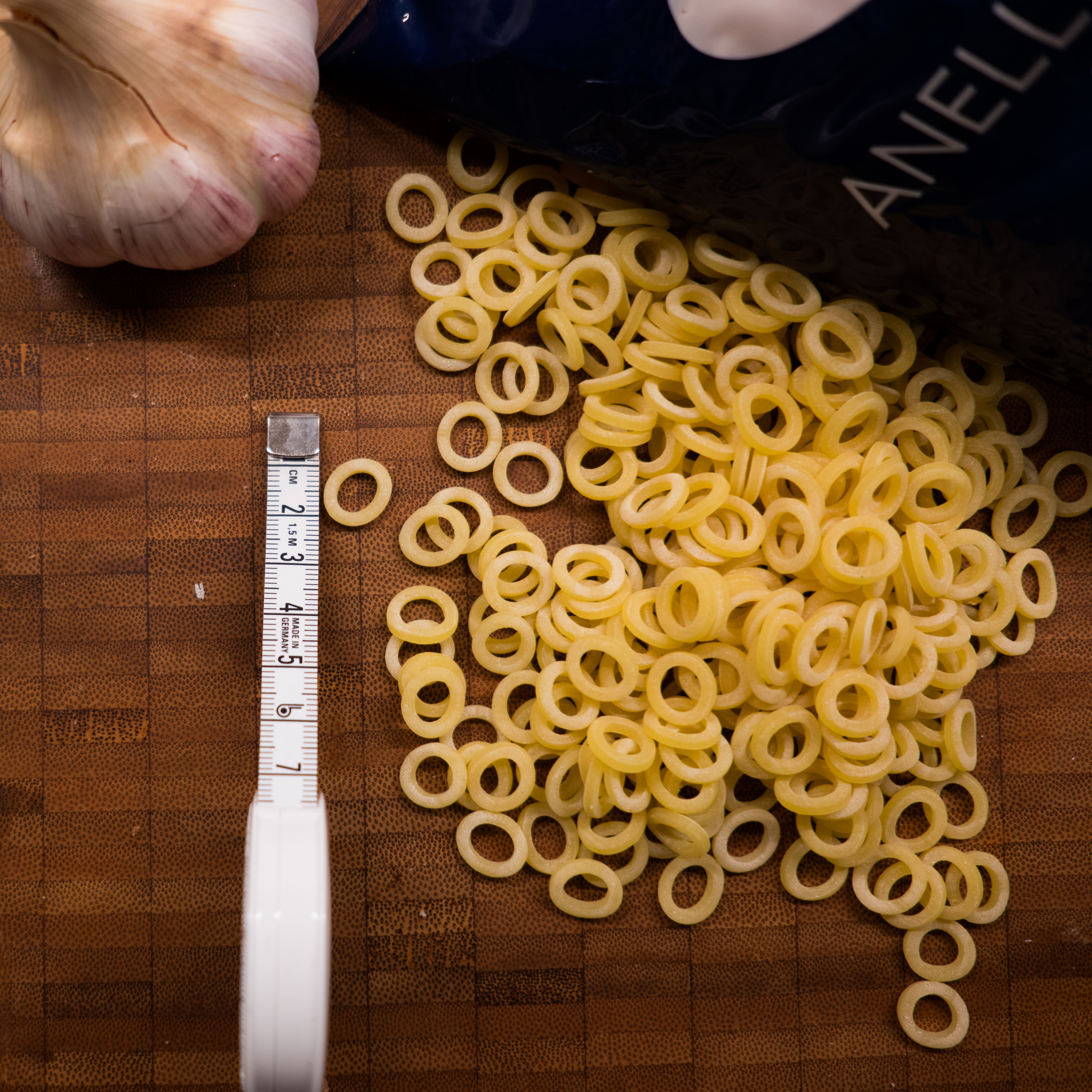
Anelli, etwa 1 – 1,5 cm im Durchmesser

Anelli (italienisch für „Ringe“) sind eine italienische Pastasorte. Sie gleichen in ihrer Form einer Scheibe von Penne und besitzen eine glatte Oberfläche. Man verwendet sie hauptsächlich in Suppen und Salaten, isst sie aber auch mit Soßen. Die Kochzeit liegt bei 7–12 Minuten. Neben den Anelli gibt es noch die Anellini, eine kleinere Version der Anelli, und die Anelli Giganti, eine übergroße Version der Anelli vom Hersteller Bella Italia.